# Singleton

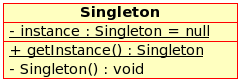
Diagrama UML de uma classe singleton.

Singleton é um padrão de projeto de software (do inglês Design Pattern). Este padrão garante a existência de apenas uma instância de uma classe, mantendo um ponto global de acesso ao seu objeto.
Nota linguística: O termo vem do significado em inglês para um conjunto (entidade matemática) que contenha apenas um elemento.
Alguns projetos necessitam que algumas classes tenham apenas uma instância. Por exemplo, em uma aplicação que precisa de uma infraestrutura de log de dados, pode-se implementar uma classe no padrão singleton. Desta forma existe apenas um objeto responsável pelo log em toda a aplicação que é acessível unicamente através da classe singleton.

## Onde Usar
Quando você necessita de somente uma instância da classe, por exemplo, a conexão com banco de dados, vamos supor que você terá que chamar diversas vezes a conexão com o banco de dados em um código na mesma execução, se você instanciar toda vez a classe de banco, haverá grande perda de desempenho, assim usando o padrão singleton, é garantida que nesta execução será instânciada a classe somente uma vez. Lembrando que este pattern é considerado por muitos desenvolvedores um antipattern, então, cuidado onde for utilizá-lo.

## Como fazer a implementação do Singleton
1. Deixar o construtor privado, pois assim ninguém deve conseguir instanciar a classe, apenas o próprio Singleton.
2. Criar um atributo privado e estático do mesmo tipo da classe (instance). Algumas linguagens não tipadas não irão precisar do tipo, caso do PHP, por exemplo.
3. Método getInstance() é o principal ponto da classe. Ele verifica se a variável instance já foi iniciada, caso não tenha sido, ele faz sua criação pela primeira e única vez.
4. Para fazer a conexão, devemos chamar o getInstance da seguinte forma: ClasseSingleton.getInstance().

## Exemplos

### Em Perl 5
Segue um exemplo em Perl 5 de uma das formas de implementar uma classe Singleton com a orientação a objetos nativa:
```
package
 
Singleton
 
{

  
our
 
$_instance
;

# construtor

  
sub
 
instance
 
{

      
my
 
$class
 
=
 
shift
;

# constrói $_instance caso seja undef

      
$_instance
 
=
 
bless
 
{},
 
$class
 
unless
 
$_instance
;

      
return
 
$_instance

  
}

}

```

### Em Python 2.7
Segue um exemplo em Python 2.7 de uma das formas de implementar uma classe Singleton (Utilizando o __new__):
```
class
 
Singleton
(
object
):

    
_instance
 
=
 
None

    
def
 
__new__
(
cls
,
 
*
args
,
 
**
kwargs
):

        
if
 
not
 
cls
.
_instance
:

            
cls
.
_instance
 
=
 
super
(
Singleton
,
 
cls
)
.
__new__
(

                                      
cls
,
 
*
args
,
 
**
kwargs
)

        
return
 
cls
.
_instance

```

### Em C++
Segue um exemplo em C++ da implementação de uma classe Singleton:
```
 
class
 
MyClass

 
{

    
private
:

       
// atributo estático da "instância única"

       
static
 
MyClass
*
 
instance
 
=
 
0
;

       
// construtor privado: não pode ser utilizado fora da classe

       
MyClass
()
 
{}

    
public
:

       
// função-membro que retorna sempre a mesma instância do objeto

       
static
 
MyClass
&
 
getInstance
()

       
{

          
if
 
(
!
instance
)
 
instance
 
=
 
new
 
MyClass
();

          
return
 
*
instance
;

       
}

 
};

```

### Em Java
A partir da versão 1.5 do Java, a melhor abordagem utilizada para a definição de tipos Singleton é com a utilização de tipos Enum, tal como mencionado por Joshua Bloch em seu livro "Java Efetivo Segunda Edição Revisada". Observe um exemplo:
```
public
 
class
 
SingletonDuplaVerificacao
 
{

	
private
 
static
 
SingletonDuplaVerificacao
 
instance
;

	
private
 
SingletonDuplaVerificacao
()
 
{}

	
public
 
static
 
SingletonDuplaVerificacao
 
getInstance
()
 
{

		
if
(
instance
 
==
 
null
)
 
{

			
synchronized
(
SingletonDuplaVerificacao
.
class
)
 
{

				
if
(
instance
 
==
 
null
)
 
{

					
instance
 
=
 
new
 
SingletonDuplaVerificacao
();

				
}

			
}

		
}

		
return
 
instance
;

	
}

}

    
Como
 
usar
:
 

        
1
:
 
Deixar
 
o
 
construtor
 
privado
,
 
assim
 
evitando
 
qualquer
 
criar
 
um
 
NEW
.

        
2
:
 
Atributos
 
privados
 
e
 
Estatico
 
do
 
mesmo
 
tipo
 
da
 
classe
 
instance

        
3
:
 
Metodo
 
getInstance
();

```

Em um dos parágrafos do Item 3 do livro de Joshua Bloch, ele diz:
"Essa abordagem é funcionalmente equivalente à abordagem de campo público, exceto por ser mais concisa, fornecer o mecanismo de serialização facilmente e fornecer uma garantia sólida contra a instanciação múltipla, mesmo no caso de serialização sofisticada ou ataques de reflexão. Embora ela ainda tenha que ser amplamente adotada, um tipo enum com apenas um elemento é a melhor maneira de implementar um singleton."

### Em C#
Segue um exemplo em C# da implementação de uma classe Singleton:
```
using
 
System
;

public
 
class
 
MyClass

{

   
private
 
static
 
MyClass
 
instance
;

   
private
 
MyClass
()
 
{}

   
public
 
static
 
MyClass
 
Instance

   
{

      
get

      
{

         
if
 
(
instance
 
==
 
null
)

         
{

            
instance
 
=
 
new
 
MyClass
();

         
}

         
return
 
instance
;

      
}

   
}

}

```

### Em Delphi
Abaixo segue um exemplo de como implementar uma classe Singleton:
```
interface

type

  
TSingleton
=
 
class

  
private

    
class
 
var
 
FInstance
:
 
TSingleton
;

    
class
 
function
 
GetInstance
:
 
TSingleton
;
 
static
;

  
public

    
class
 
property
 
Instance
 
:
 
TSingleton
 
read
 
GetInstance
;

  
end
;

implementation

  
class
 
function
 
TSingleton
.
GetInstance
:
 
TSingleton
;

  
begin

    
If
 
FInstance
 
=
 
nil
 
Then

      
FInstance
 
:=
 
TSingleton
.
Create
()
;
//objeto instanciado através do Finstance

    
Result
 
:=
 
FInstance
;
//retorna o objeto

  
end
;

```

### Em PHP
Aviso importante: Singleton em PHP é considerado um anti-pattern por causa da life cycle request/response que aplicações PHP normalmente utilizam. 
```
<?php

namespace
 
DesignPattern\AntiPattern
;

class
 
Singleton

{

 
private
 
static
 
$instance
;

        
/**

*
 
Evita
 
que
 
a
 
classe
 
seja
 
instanciada
 
publicamente
.

*

*
 
@
return
 
void

*
 
/

        
private
 
function
 
__construct
()

        
{

        
}

        
/**

*
 
Evita
 
que
 
a
 
classe
 
seja
 
clonada
.

*

*
 
@
return
 
void

*
 
/

        
private
 
function
 
__clone
()

        
{

        
}

        
/**

*
 
Método
 
unserialize
 
do
 
tipo
 
privado
 
para
 
prevenir
 
a

*
 
desserialização
 
da
 
instância
 
dessa
 
classe
.

*

*
 
@
return
 
void

*
 
/

        
private
 
function
 
__wakeup
()

        
{

        
}

        
/**

*
 
Testa
 
se
 
há
 
instância
 
definida
 
na
 
propriedade
,

*
 
caso
 
sim
,
 
a
 
classe
 
não
 
será
 
instanciada
 
novamente
.

*

*
 
@
return
 
DesignPattern\AntiPattern\Singleton

*
 
/

 
public
 
static
 
function
 
getInstance
()

 
{

 
if
 
(
!
isset
(
self
::
$instance
))
 
{

 
self
::
$instance
 
=
 
new
 
self
;

 
}

 
return
 
self
::
$instance
;

 
}

}

```

### Em Ruby
```
require
 
'singleton'

class
 
Foobar

    
include
 
Singleton

end

```

### Em VB.NET
```
 
Public
 
Class
 
MyClass

    
Private
 
Shared
 
_instancia
 
As
 
MyClass

    
Private
 
Shared
 
objetoSincronia
 
As
 
New
 
Object

    
Private
 
Sub
 
New
()

    
End
 
Sub

    
Public
 
Shared
 
Function
 
getInstancia
()
 
As
 
MyClass

        
If
 
_instancia
 
Is
 
Nothing
 
Then

            
SyncLock
 
objetoSincronia

                
If
 
_instancia
 
Is
 
Nothing
 
Then
 
_instancia
 
=
 
New
 
MyClass

            
End
 
SyncLock

        
End
 
If

        
Return
 
_instancia

    
End
 
Function

 
End
 
Class

```

### Em ActionScript 3
```
package
{

 
public
 
class
 
ExemploSingleton
 
{

 
private
 
static
 
var
 
instance
:
ExemploSingleton
;

 
public
 
function
 
ExemploSingleton
(
enforcer
:
SingletonEnforcer
)
 
:
 
void
 
{

 
if
 
(
enforcer
 
==
 
null
)

 
throw
 
new
 
Error
(
"Só pode haver uma instância de ExemploSingleton"
);

 
}

 
public
 
static
 
function
 
getInstance
()
 
:
 
ExemploSingleton
 
{

 
if
 
(
instance
 
==
 
null
)

 
instance
 
=
 
new
 
ExemploSingleton
(
 
new
 
SingletonEnforcer
 
);

 
return
 
instance
;

 
}

 
}

}

//Para bloquear o acesso ao constructor.

class
 
SingletonEnforcer
 
{

}

```

### Em C# (utilizando Generics)
```
public
 
sealed
 
class
 
GenericSingleton
<
T
>
 
where
 
T
 
:
 
class
,
 
new
()

{

    
private
 
static
 
T
 
_instance
;

    
public
 
static
 
T
 
GetInstance
()

    
{

        
lock
 
(
typeof
(
T
))

        
{

            
if
 
(
_instance
 
==
 
null
)

                
_instance
 
=
 
new
 
T
();

            
return
 
_instance
;

        
}

    
}

}

// Teste do padrão Singleton

public
 
class
 
Car
 
{
 
public
 
int
 
Color
 
{
 
get
;
 
set
;
 
}
 
}

public
 
class
 
Person
 
{
 
public
 
string
 
Name
 
{
 
get
;
 
set
;
 
}
 
}

class
 
Program

{

    
static
 
void
 
Main
(
string
[]
 
args
)

    
{

        
Car
 
car
 
=
 
GenericSingleton
<
Car
>
.
GetInstance
();

        
car
.
Color
 
=
 
1
;

        
Person
 
per
 
=
 
GenericSingleton
<
Person
>
.
GetInstance
();

        
per
.
Name
 
=
 
"John"
;

        
Car
 
car2
 
=
 
GenericSingleton
<
Car
>
.
GetInstance
();

        
car
.
Color
 
=
 
2
;

    
}

}

```

Obs: Esta solução não impede a criação de múltiplas instâncias das classes Car e Person. Como a classe genérica GenericSingleton obriga que as classes passadas no parâmetro T tenham um construtor público, é possível criar instâncias em qualquer trecho de código através de construções do tipo: Car car3 = new Car();.

### Em Kotlin
Segue um exemplo de Singleton em Kotlin.
```
  
public
 
object
 
Singleton
 
{

    
public
 
fun
 
facaAlgumaCoisa
()
 
{

      
//Aqui será feito alguma coisa legal

    
}

  
}

  
// O singleton é usado assim:

  
Singleton
.
facaAlgumaCoisa
()

```

### Em Typescript
Segue um exemplo de Singleton em Typescript.
```
class
 
MyClass
 
{

  
private
 
static
 
instance
:
 
MyClass
 
|
 
undefined
;

  
private
 
constructor
()
 
{}

  
public
 
static
 
getInstance
()
:
 
MyClass
 
{

    
if
 
(
!
this
.
instance
)
 
{

      
this
.
instance
 
=
 
new
 
MyClass
();

      
return
 
this
.
instance
;

    
}
 
else
 
{

      
return
 
this
.
instance
;

    
}

  
}

}

```

## Benefícios
- Permite o controle sobre como e quando os clientes acessam a instância.
- Várias classes singleton podem obedecer uma mesma interface, permitindo assim que um singleton em particular seja escolhido para trabalhar com uma determinada aplicação em tempo de execução.
- Com apenas uma implementação interna do singleton pode-se fazer com que o singleton crie um número controlado de instâncias.
- É mais flexível que métodos estáticos por permitir o polimorfismo.

## Contras
- Acoplamento: Usando Singleton você estará acoplando o seu código em uma implementação estática e específica. Isso faz o seu código dependente dessa classe e impede, por exemplo, criar mocks em testes unitários.
- Escopo: Se você por alguma razão decidir que para determinado componente da aplicação você precisa de outra implementação terá que alterar manualmente todas as classes.
- Falsa segurança: No java, por exemplo, não existe uma classe apenas por JVM. O conceito de carregamento de classes em java é feito por ClassLoader.